# Nemipteridae

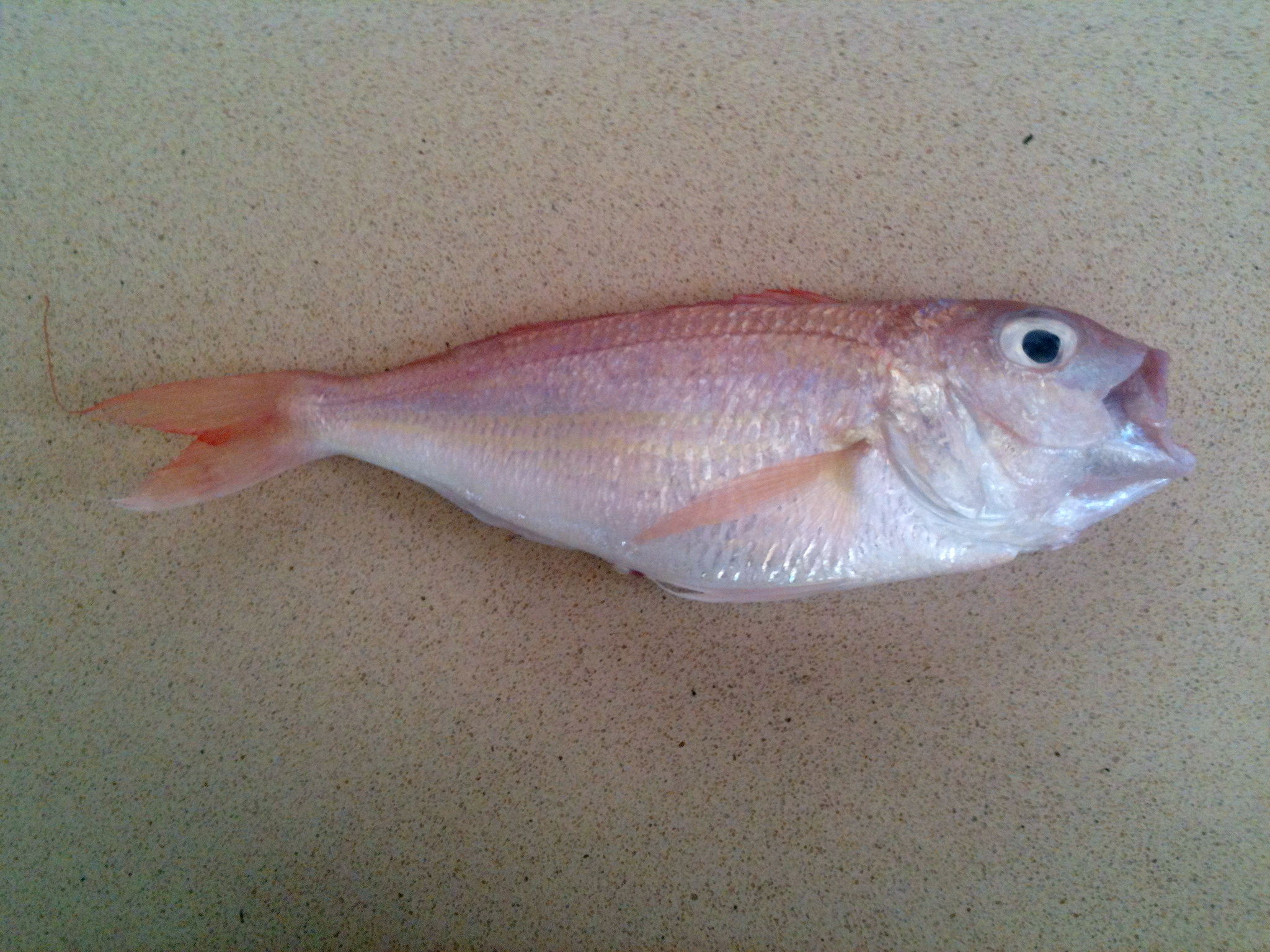
Nemipterus randalli

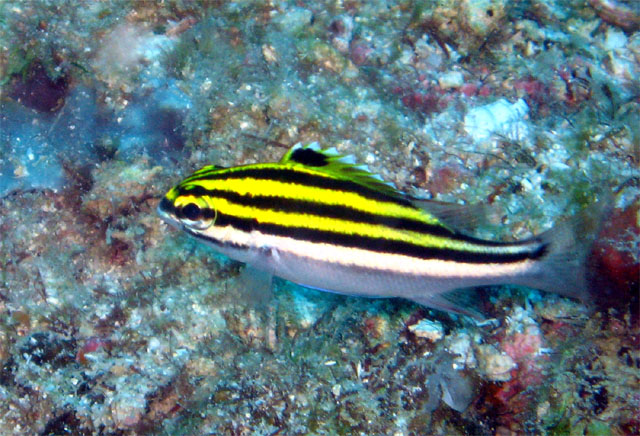
Scolopsis bilineata giovane

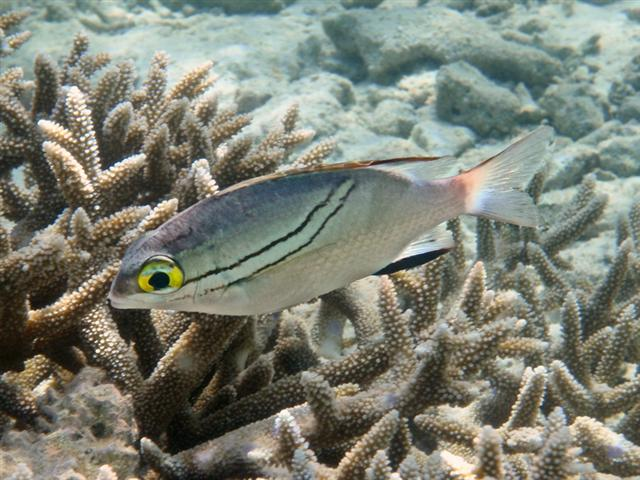
Scolopsis bilineata adulto

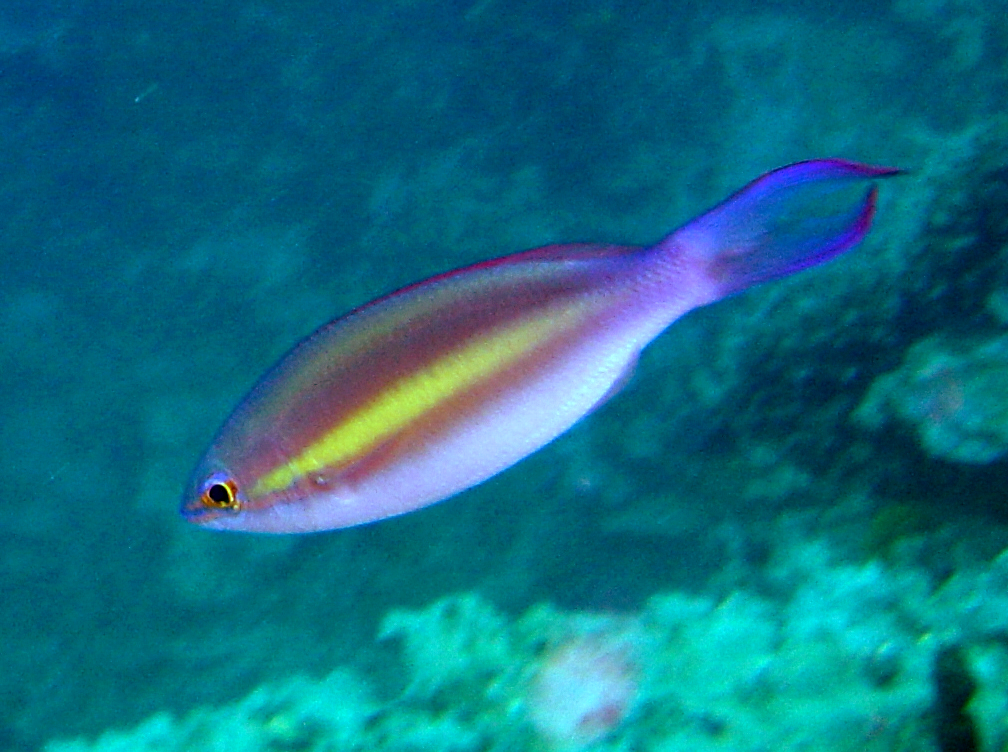
Pentapodus emeryii

I Nemipteridae sono una famiglia di pesci ossei marini appartenenti all'ordine Perciformes.

## Distribuzione e habitat
Sono presenti solo nelle regioni tropicali e subtropicali dell'Oceano Indiano e dell'Oceano Pacifico occidentale. Le specie Nemipterus japonicus e Nemipterus randalli sono presenti nel mar Mediterraneo orientale in seguito alla migrazione lessepsiana.
Sono pesci demersali che vivono in una varietà di ambienti costieri fino a qualche centinaio di metri di profondità. Sono particolarmente comuni sui fondi sabbiosi ma molte specie sono tipici abitatori delle barriere coralline.

## Descrizione
Sono relativamente simili agli sparidi comuni nel Mediterraneo e come questi il corpo può avere un profilo da affusolatoad alto e compresso lateralmente. La pinna dorsale è unica e ha la parte anteriore spinosa, la pinna anale ha 3 raggi spinosi. La pinna caudale è forcuta e in molte specie ha il lobo superiore allungato e filiforme. La colorazione è variabile ma frequentemente rossastra e in molte specie vivace, con strie dorate, macchie e linee di vari colori. Sono pesci di media taglia che solo raramente superano i 35 cm di lunghezza.

## Biologia

### Alimentazione
Predatori. Si cibano di pesciolini, crostacei, molluschi cefalopodi e vermi marini. Alcuni sono planctofagi.

### Riproduzione
Alcuni appartenenti al genere Scolopsis sono ermafroditi proterogini.

## Pesca
Le carni sono ottime. Sono importanti per la pesca commerciale nei paesi dove sono comuni.

## Specie
- Genere Nemipterus
  - Nemipterus aurifilum
  - Nemipterus aurora
  - Nemipterus balinensis
  - Nemipterus balinensoides
  - Nemipterus bathybius
  - Nemipterus bipunctatus
  - Nemipterus celebicus
  - Nemipterus furcosus
  - Nemipterus gracilis
  - Nemipterus hexodon
  - Nemipterus isacanthus
  - Nemipterus japonicus
  - Nemipterus marginatus
  - Nemipterus mesoprion
  - Nemipterus nematophorus
  - Nemipterus nematopus
  - Nemipterus nemurus
  - Nemipterus peronii
  - Nemipterus randalli
  - Nemipterus tambuloides
  - Nemipterus theodorei
  - Nemipterus thosaporni
  - Nemipterus virgatus
  - Nemipterus vitiensis
  - Nemipterus zysron
- Genere Parascolopsis
  - Parascolopsis aspinosa
  - Parascolopsis baranesi
  - Parascolopsis boesemani
  - Parascolopsis capitinis
  - Parascolopsis eriomma
  - Parascolopsis inermis
  - Parascolopsis melanophrys
  - Parascolopsis qantasi
  - Parascolopsis rufomaculatus
  - Parascolopsis tanyactis
  - Parascolopsis tosensis
  - Parascolopsis townsendi
- Genere Pentapodus
  - Pentapodus aureofasciatus
  - Pentapodus bifasciatus
  - Pentapodus caninus
  - Pentapodus emeryii
  - Pentapodus nagasakiensis
  - Pentapodus numberii
  - Pentapodus paradiseus
  - Pentapodus porosus
  - Pentapodus setosus
  - Pentapodus trivittatus
  - Pentapodus vitta
- Genere Scaevius
  - Scaevius milii
- Genere Scolopsis
  - Scolopsis affinis
  - Scolopsis aurata
  - Scolopsis bilineata
  - Scolopsis bimaculata
  - Scolopsis ciliata
  - Scolopsis frenata
  - Scolopsis ghanam
  - Scolopsis lineata
  - Scolopsis margaritifera
  - Scolopsis monogramma
  - Scolopsis taeniata
  - Scolopsis taenioptera
  - Scolopsis temporalis
  - Scolopsis trilineata
  - Scolopsis vosmeri
  - Scolopsis xenochroa[5]